# Rejon prawdinski
Rejon prawdinski (ros. Правдинский район) – jednostka podziału administracyjnego wchodząca w skład rosyjskiego obwodu królewieckiego.
Rejon leży w południowej części obwodu, przy granicy z Polską, a jego ośrodkiem administracyjnym jest miasto Prawdinsk.